# Asami Yoshida
Asami Yoshida (吉田亜沙美?, Yoshida Asami; Tokyo, 9 ottobre 1987) è una cestista giapponese.

## Carriera
Con il Giappone ha disputato i Giochi olimpici di Rio de Janeiro 2016, i Campionati mondiali del 2010 e sei edizioni dei Campionati asiatici (2007, 2009, 2011, 2013, 2015, 2017).